# Beautiful, Dirty, Rich
A Beautiful, Dirty, Rich Lady Gaga amerikai énekesnő dala, amely a The Fame című debütáló albumán szerepel. 2008. szeptember 16-án kiadásra került promóciós kislemezként. Egy gyors tempójú dance-pop szám intenzív szintetizátorhasználattal. Gaga tapasztalatairól szól, amelyeket New York Lower East Side nevű részében élve szerzett, feltörekvő előadó korában. Az énekesnő elmondása szerint akkor írta a dalt, mikor még rá volt szokva a drogokra.
A dal remek visszajelzéseket kapott, a kritikusok méltatták dalszövegét és vidámságát. Kisebb slágerlistás sikereket is elért, a brit kislemezlistán például nyolcvanharmadik lett. A számot kísérő videóklipből két verzió készült el – az egyikben az ABC tévétársaság tévésorozatának, az Édes drága titkainknak jelenetei is szerepeltek, s ez a változat a sorozat népszerűsítését szolgálta, illetve a másik volt a tényleges, teljes hosszúságú zenei videó. Gaga számos alkalommal előadta a dalt, beleértve mindkét turnéját, a The Fame Ball Tourt és a The Monster Ball Tourt.

## Háttér

Lady Gaga a Beautiful, Dirty, Rich előadása közben The Monster Ball című világ körüli turnéján.

Gaga azt mondta, a dalt abban az időben írta amikor próbálta „végiggondolni a dolgokat”, és később elmondta hogy erre az időre tehető, hogy rá volt szokva a drogokra. A dal elmondása szerint arról szól, hogy „akárki vagy és akárhol is élj, felfedezheted magadban ezt az úgymond »belső hírnevet«, ami ott van a stílusodban és a véleményedben a művészetekről és a világról”, illetve élményeiről, melyeket feltörekvő előadóként szerzett New York Lower East Side részében. A "Daddy, I'm so sorry, I'm so s-s-sorry, yeah/We  just like to party, like to pa-pa-party, yeah" ("Apu, sajnálom, úgy sajnálom, [...]/De imádunk bulizni [...]") szövegrészről azt mondta, azok a "gazdag kölykök" inspirálták, akik a környéken éltek és folyton a szüleiket hívogatták, hogy pénzt kérjenek, amit aztán drogokra költöttek. Elmondta azt is, mit szeretne üzenni a dallal az embereknek: „Nem számít ki vagy és honnan jöttél, érezheted magad gyönyörűnek, mocskosnak, és gazdagnak.”

## Kompozíció
A Beautiful, Dirty, Rich egy gyorstempójú dance-pop stílusú dal, és sokkal több szintis hang található benne, mint a The Fame többi elektronikus számaiban. A dal ritmusa az elektronikus/dance-pop számokra jellemző tempójú, A-moll hangnemben íródott, és 120-as percenkénti leütésszáma van. Kétnegyedes ütemmel rendelkezik, Gaga hangterjedelme pedig A3-tól D5-ig terjed. A dal felvétele során az énekesnő nem szerette volna semmilyen dance-es ütemmel ellátni a számot, ragaszkodott az eredeti rockos verzió megtartásához. Később azonban a dal producere, Rob Fusari meggyőzte, hogy egy dobgép beépítése nem rontaná el a dalt. Elmondta, hogy a Queen együttes, ami Gaga zenéjének egyik nagy inspirációja, szintén gyakran használta zenéjében az eszközt. Fusari ezt követően ezt nyilatkozta: „Szerintem ez volt az, ami adott neki végül egy nagy lökést, [...] A mai napon befejeztük a Beautiful, Dirty, Rich-et. Ez lesz az egyik dal a debütáló albumáról."

## Fogadtatás

### A kritikusok visszajelzései
A Beautiful, Dirty, Rich pozitív visszajelzéseket kapott a kritikusoktól. Matthew Chisling az AllMusic kritikusa azt mondta, ez a dal a Paparazzival együtt remek példái annak, hogy a The Fame számainak dalszövegei "hogyan fűszerezik meg az albumot [...] vidám, klubokba illő hangulattal és energiával, amivel minden dance-albumnak rendelkeznie kellene." Genevieve Koski, a The A.V. Club-tól a LoveGame-et és ezt a számot igazi "klubhimnuszoknak" nevezte. Sal Cinquemani, a Slant Magazine írója a The Fame album legjobb számai közt emlegette a dalt.

### Slágerlistás helyezések
A dal a sok internetes letöltésnek köszönhetően a brit kislemezlistán a 89. pozícióban nyitott 2009. február 21-én. A következő héten a 83. helyre lépett előre, mely a legjobb szereplése volt a listán. Ezután a 87. helyre esett vissza, ez a pozíció volt az utolsó szereplése a listán.

## Videóklip

Jelenet a klipből – Gaga egy pénzzel borított asztalon fekszik.

A videóklip rendezője Melina Matsoukas volt, aki korábban Gaga Just Dance című számának klipjét is rendezte. Két változat készült a videóból. Az egyikben az ABC tévétársaság tévésorozatának, az Édes drága titkainknak jelenetei is szerepelnek – ez a változat a sorozat népszerűsítését szolgálta. A másik változat a tényleges, teljes hosszúságú videóklip.
A videó helyszíne egy villa, ahová Gaga számos ember kíséretében érkezik meg, akik közül az egyik férfi egy csomó pénzt kezd el szórni, majd lefekszik a padlóra. Gaga és társasága ezután a villa több részén látható. Gagát láthatjuk ahogy egy pénzzel teleszórt asztalon fekszik, ahogy egy liftben vonaglik, egy szoborral táncol, vagy egy fekete zongora tetején üldögél, lábaival többször ráütve a billentyűkre. Több közeli felvétel is van róla, amelyekben elégeti vagy a szájába tömi a pénzt, és a videó vége felé szétkeni arcán a rúzsát. A videóban Gaga többféle ruhában szerepel. Néhány pillanatra DJ Space Cowboy is feltűnik.

## Élő előadások
Gaga előadta a dalt az AOL Sessions rendezvényen, ahol elénekelte a Just Dance-et, illetve a Poker Face, a Paparazzi, és a LoveGame akusztikus változatát is." Az MTV UK Live Sessions-ön is előadta, szintén a Just Dance, LoveGame és Poker Face dalokkal együtt. Első turnéján, a The Fame Ballon a nyitórészben énekelte el a számot a Paparazzi és a LoveGame után. Egy fekete, tütüszerű ruhát viselt, rajta ezüst színű háromszöggel. Mielőtt elkezdte énekelni a számot, ezt mondta: „Bejártam a világot, és mikor hazaértem, még mindig éreztem a kapzsiság bűzét.” Második turnéjának, a The Monster Ballnak első változatában a Fashion előadása előtt felvett arany színű fém ruhában adta elő a dalt, a megújított turnén pedig egy egyrészes, tornadresszre emlékeztető ruhában, egy különleges dísszel a fején énekelte el.

## Közreműködők
- Dalszöveg – Lady Gaga, Rob Fusari
- Producer – Rob Fusari
- Hangkeverés – Robert Orton
- Gitár – Tom Kafafian
- Zongora – Lady Gaga
- Szintetizátor – Lady Gaga
- Basszusgitár – Calvin "Sci-Fidelty" Gaines
- Dob – Dave Murga
- Számítógéppel generált hangok – Calvin "Sci-Fidelty" Gaines

## Fordítás
- Ez a szócikk részben vagy egészben  a   Beautiful, Dirty, Rich című angol Wikipédia-szócikk fordításán alapul.  Az eredeti cikk szerkesztőit annak laptörténete sorolja fel. Ez a jelzés csupán a megfogalmazás eredetét és a szerzői jogokat jelzi, nem szolgál a cikkben szereplő információk forrásmegjelöléseként.